# Zomleti
Zomleti (gruz. ზომლეთი) – wieś w Gruzji, w regionie Guria, w gminie Czochatauri. W 2014 roku liczyła 281 mieszkańców.

## Urodzeni
- Wladimer Dumbadze